# Las golondrinas (zarzuela)
Las golondrinas es el título de una zarzuela en tres actos, con libreto de María Lejárraga  (escrito bajo el pseudónimo de su marido, Gregorio Martínez Sierra) y música del maestro José María Usandizaga. Se estrenó el 5 de febrero de 1914 en el Teatro Circo Price de Madrid, y fue uno de los mayores éxitos tanto del compositor, como del matrimonio de los Martínez Sierra.Poco después de la muerte del compositor Usandizaga, la zarzuela se reestrenó como ópera gracias a los arreglos musicales de su hermano, Ramón Usandizaga.

## Historia
Tras haber triunfado Usandizaga con su ópera Mendi Mendiyan, decidió insistir en la composición de música para la escena, tras haber dejado aparcado su anterior proyecto Costa Brava, de la cual solo se conservan bocetos inconclusos. Trabajó así con la mejor pareja de libretistas de la época, Gregorio Martínez Sierra y su esposa María Lejárraga, y el apoyo de la compañía lírica del Teatro Circo Price, dirigida por el barítono Emilio Sagi Barba y su esposa la tiple Luisa Vela. Las golondrinas se estrenó en febrero de 1914, siendo uno de los más grandes éxitos de la época y del matrimonio de los Martines Sierra. Tras la prematura muerte de José María Usandizaga, su hermano, Ramón Usandizaga, compuso la música para los fragmentos hablados y se volvió a presentar, esta vez, como ópera en tres actos, estrenada en el Gran Teatro del Liceo de Barcelona el 14 de diciembre de 1929.
El libreto se basa en la pieza Saltimbanquis de Martínez Sierra, publicada en el volumen Teatro de ensueño (1905), y luego desarrollada ya tal como en el libreto, en un nuevo drama, escrito al alimón con Santiago Rusiñol, en catalán con el título Ocells de pas («Aves de paso») y estrenado en Barcelona en 1908. En esta obra, Rusiñol y Lejárraga se acercaron más al realismo que venía imponiéndose en la escena española. El estilo musical muestra influencias de la escuela francesa de la Schola Cantorum de Vincent d'Indy y del verismo, recordando por su temática a Pagliacci de Ruggero Leoncavallo. Su música es de amplios vuelos sinfónicos, destacando la riqueza instrumental y sonora, buscando nuevos caminos dentro de la renovación del género lírico. De sus números es famosa la «Pantomima» del Acto II, la romanza de Lina En viejas memorias pierdo, el «racconto» de Puck Se reía o su aria Caminar.

## Personajes
| Personaje                                                                                 | Voz          | Intérpretes del estreno como zarzuela, 1914 (dir.: Juan Antonio Martínez) | Intérpretes del estreno como ópera, 1929 (dir.: Alfredo Padovani) |
| ----------------------------------------------------------------------------------------- | ------------ | ------------------------------------------------------------------------- | ----------------------------------------------------------------- |
| Lina                                                                                      | soprano      | Luisa Vela                                                                | Fidela Campiña                                                    |
| Cecilia                                                                                   | mezzosoprano | Eva López                                                                 | Matilde Revenga                                                   |
| Puck                                                                                      | barítono     | Emilio Sagi Barba                                                         | Carlo Galeffi                                                     |
| Roberto                                                                                   | bajo         | Francisco Meana                                                           | Aníbal Vela                                                       |
| Juanito                                                                                   | tenor        | Santos Asencio                                                            | Vicent Gallofré                                                   |
| Caballero                                                                                 | barítono     | Francisco Ruíz                                                            | Joan Gayolà                                                       |
| Soldados, mercaderes, cortesanos, visires, odaliscas, vendedoras, negros, prusianos, etc. |              |                                                                           |                                                                   |

## Argumento
Las golondrinas es el drama de una compañía circense que intenta sobrevivir de la dura vida del espectáculo. Puck, jefe de la troupe, está en una relación sentimental con Cecilia, quien aspira a más y sueña con abandonar el circo para poder así cambiar de vida. Por otro lado, la inocente Lina poco a poco se da cuenta de que lleva enamorada de Puck todo este tiempo. 

#### Acto primero
La compañía circense se prepara para el espectáculo de esta noche. Todo es alegría, a excepción de las disputas y peleas entre Puck y Cecilia. Pese a que Puck afirma estar perdidamente enamorado de Cecilia, esta decide marcharse, siguiendo su ambición, en busca de una vida mejor. En una conversación final con Lina, la joven se da cuenta de que lleva enamorada de Puck todo este tiempo.

#### Acto segundo
Despechado por la huida de Cecilia, Puck decide juntarse con Lina. La compañía tiene un éxito absoluto gracias a las pantomimas que Puck escribe y Lina representa. Lina sigue enamorada de Puck y no se atreve a decírselo. Cecilia vuelve a aparecer al ser casualmente contratada por el mismo circo donde ellos actúan.

#### Acto tercero
Puck se encuentra con Cecilia y la sigue sin dudarlo, pese a la negativa de Lina. Puck vuelve a confesar su amor a Cecilia, y esta, con desdén, admite que ella ama a otro hombre. Consumido por los celos y la rabia, Puck asesina a Cecilia. Tras esto, vuelve para confesar a Lina su asesinato, y ella, lejos de aborrecerle, le confiesa su amor. Sin embargo, es demasiado tarde ya que el payaso acaba siendo encarcelado, y Lina se queda sola.

## Adaptación al cine
Fue dirigida por Juan de Orduña en 1968, con Federico Moreno Torroba ocupándose de la dirección musical y con el siguiente Reparto:
| Personaje              | Intérpretes        | Intérpretes       |
| Personaje              | Actor / Actriz     | Cantante          |
| Puck                   | José Moreno        | Vicente Sardinero |
| Lina                   | Dyanik Zurakowska  | Josefina Cubeiro  |
| Amante de Cecilia      | Tomás Blanco       |                   |
| Roberto                | Carlos Casaravilla | Ramón Alonso      |
| Juanito                | Antonio Durán      | Octavio Álvarez   |
| Cecilia                | María Silva        | Isabel Rivas      |
| Empresario del teatro  | Julio Goróstegui   |                   |
| Artista de la compañía | Roberto Martín     |                   |
| Boby                   | Manuel Miranda     |                   |

## Discografía
| Año  | Director de Orquesta    | Reparto (Lina, Cecilia, Puck, Roberto, Juanito, Caballero                                                 | Discográfica | Versión  |
| ---- | ----------------------- | --- | ------------ | -------- |
| 1929 | Antonio Capdevila       | Fidela Campiña, Mercedes Plantada, Carlo Galeffi, Aníbal Vela, Augusto Gonzalo                            | Blue moon    | Ópera    |
| 1954 | Ataulfo Argenta         | Pilar Lorengar, Ana María Iriarte, Raimundo Torres, Nicolás Aldanondo, Carlos Munguía, Arturo Díaz Martos | BMG          | Ópera    |
| 1969 | Federico Moreno Torroba | Josefina Cubeiro, Isabel Rivas, Vicente Sardinero, Ramón Alonso                                           | EMI          | Zarzuela |

## Reconocimiento a María Lejárraga
En 2016, la escritora, cuya obra se atribuyó casi siempre a su marido, el empresario teatral Gregorio Martínez Sierra, apareció por primera vez como coautora del libreto de 'Las golondrinas' en el montaje de la ópera que reestrenó en Madrid el Teatro de la Zarzuela.